# 오효진
오효진(吳效鎭, 1944년 6월 19일, 충청북도 청주군 옥산면 ~ )은 대한민국의 소설가 출신 정치인이다. 제34대 충청북도 청원군수를 재임했다.

## 학력
- 현도국민학교 졸업
- 대전중학교 졸업
- 대전고등학교 졸업
- 서울대학교 국어국문학과 학사 졸업

### 비학위 수료
- 서울대학교 대학원 국어국문학과 문학 석사 수료
- 고려대학교 언론대학원 언론학 석사 수료

## 경력
- 1984 한국클래식카메라클럽 창단 회원
- 서울대학교 총동회 이사
- 서울 영란여상·숭문고등학교 교사
- 보도국 사회부 기자
- 조선일보 월간조선부 차장
- SAS합동 보도국장·동경지국장·편성이사
- 정부대변인
- 1998.03 ~ 1999.06 제1대 공보실장 (국정홍보처장)
- 민주화 유공자회 회원·대전·충청지부 고문
- 2002.07 ~ 2006.03 제34대 충청북도 청원군수
- 오씨 중앙대동종친회 부총재

## 역대 선거 결과
|  | 37.27% |

|  | 28.85% |

|  | 42.13% |

|  | 40.55% |

|  | 15.63% |